# Xiahou Mao
En aquest nom xinès, el cognom és Xiahou.
Xiahou Mao, nom estilitzat Zilin (子林), va ser un general militar i un administrador civil de Cao Wei durant el període dels Tres Regnes de la història xinesa. Ell va ser el segon fill de Xiahou Dun. Se li donà el títol de "Marquès del Domini Imperial" (Lie Hou, 列侯) i es va casar amb una filla de Cao Cao, la Princesa Qinghe (Qinghe Gongzhu, 清河公主).

## Biografia
Xiahou Mao va ser un amic íntim de Cao Pi, i després que Cao Pi es convertí en emperador, ell va nomenar Xiahou Mao com "General que Estabilitza l'Oest" (安西将军), succeint al seu pare per fer-se càrrec de Guanzhong, estacionat a Chang'an (en l'actualitat Xi'an). En termes de talent militar, es deia que Xiahou Mao era lluny del seu competent pare, i segons el Weilüe, aquestes acusacions d'incompetència, fins i tot van arribar a Shu Han, on el general Wei Yan demanà de tractar d'explotar la incompetència de Xiahou Mao mitjançant l'enviament d'un inesperat exèrcit a través d'un terreny difícil. El pla va ser rebutjat per Zhuge Liang.
En el 228, Cao Rui personalment va dirigir reforços per enfortir la defensa local contra Expedicions del Nord de Zhuge Liang, i remogué a Xiahou del seu comandament reintegrant-lo a un treball civil en la cort imperial com a Secretariat Imperial (尚书). Malgrat tot, Xiahou Mao va ser allevat per la seva pròpia esposa i els seus germans menors: els fills tercer i quart de Xiahou Dun, Xiahou Zizang (夏侯子臧) i Xiahou Zijiang (夏侯子江).
El germans menors de Xiahou Mao s'havien comportat malament i constantment abusaven dels seus poders, i és així que Xiahou Mao els va disciplinar reiteradament. Els germans menors van odiar a Xiahou Mao per haver-los disciplinat durament i conspiraren contra ell acusant-lo de calumniar. Els germans es trobaren a una aliada, la seva cunyada, la Princesa Qinghe, que hi era extremadament gelosa i molesta perquè Xiahou Mao en mantenia a nombroses concubines; i ella unint-se als seus cunyats va trobar l'oportunitat per prendre represàlies. Com a resultat, Xiahou Mao va ser arrestat, havent de ser ajusticiat per Cao Rui. Això no obstant, es va salvar quan un oficial militar a la cort imperial, Duan Mo (段默), va demanar a Cao Rui d'inquirir l'assumpte perquè era molt poc probable que Xiahou Mao hagués comès tal delicte greu. Cao Rui l'escoltà i de fet, la investigació va revelar que les acusacions eren falses. Per tant, Xiahou Mao va ser alliberat de la presó i reassumí el càrrec de Secretari Imperial.

## En la ficció
La suposada impotència de Xiahou Mao va ser dramatitzada en la novel·la històrica el Romanç dels Tres Regnes de Luo Guanzhong. En la novel·la es conta que quan ell va ser destinat a defensar la frontera Wei-Shu, ell no va ser molt respectat pels seus companys, els quals pressuposaren que Xiahou Mao seria incapaç de complir el seu paper. Segons es va informar Xiahou Mao va respondre a les crítiques de la següent manera: 
Des que era un nen, n'he estudiat l'estratègia, i estic ben bé familiaritzat amb els assumptes de l'exèrcit. Per què menyspreeu la meva joventut? Si no és que capture a aquest Zhuge Liang, em compromet a no tornar a mirar-li a la cara a l'emperador." 
La seva trobada inicial contra Shu va anar malament, i es va veure obligat a fugir. Després de consultar amb els seus generals, ell va planejar una emboscada reeixida contra el famós general de Shu, Zhao Yun, i va lluitar un duel de cinquanta passos contra ell. Per desgràcia per a Mao, aquesta victòria va ser només temporal, ja que els generals de Shu Han Zhang Bao i Guan Xing arribaren amb deu mil soldats per salvar a Zhao Yun; l'exèrcit de Mao seria derrotat completament a la nit. Mao va escapar a la ciutat de Nan'an amb només cent genets. Se les va arreglar per resistir un setge durant deu dies fins que Zhuge Liang va arribar i va dirigir els seus esforços cap a altra ciutat, Tianshui. Un general derrotat de Cao Wei anomenat Cui Liang, que estava en ruta cap a Tianshui, es va oferir a Zhuge Liang per convèncer el governador de Nan'an, Yang Ling, i aconseguir el canvia de bàndol de la ciutat. De fet, no tenia aquesta intenció, en lloc de dir-li a Yang Ling el que havia passat, ells dos i Xiahou Mao van intentar atreure l'exèrcit Shu a la ciutat per massacrar-lo.
Zhuge Liang va adonar-se de la trama, això no obstant, i tant Cui Liang com Yang Ling foren morts per Zhang Bao i Guan Xing, respectivament, i Xiahou Mao va ser capturat. Ell va pregar per la seva vida i va ser alliberat per Zhuge Liang, amb la condició de convèncer a Jiang Wei de fer defecció cap a Shu. De fet, a Mao se li estava simplement utilitzant per altre estratagema, i va ser portat a creure que Jiang Wei ja havia fet defecció. Sent així que ell anà a Tianshui per reunir-se amb líder de la defensa, Ma Zun, sent també que la seva falsa creença sobre la defecció de Jiang Wei es va veure reforçada quan un Jiang Wei fals va dirigir un atac sobre la ciutat. Aquest va ser repel·lit; però el veritable Jiang Wei va arribar a Tianshui més tard, veient-se obligat a desertar. A causa de la posterior defecció de Jiang Wei i la traïció de Yin Shang i Liang Xu (amics de Jiang Wei), la ciutat va caure. Xiahou Mao va fugir amb uns quants centenars de partidaris i va buscar refugi dins la tribu qiang, i, mantenint-se fidel a les seves paraules, mai va tornar.